# Telegraf (góra)
Telegraf – szczyt Gór Świętokrzyskich o wysokości 408 m n.p.m. należący do Pasma Dymińskiego. Jest to zarazem najwyższe wzniesienie w granicach administracyjnych miasta Kielce. Wysokość względna wynosi 130 m.
Na szczycie góry Telegraf stoi należący do Polskich Sieci Nadawczych maszt radiowy o wysokości 60 m.
Na zboczu góry znajduje się zaliczana do trudnych 500-metrowa narciarska trasa zjazdowa z różnicą poziomów 100 m. Wyposażona jest w wyciąg orczykowy. Trasa zjazdowa jest oświetlona, sztucznie naśnieżana, przygotowywana ratrakiem.
U podnóża góry znajduje się cmentarz jeńców radzieckich – miejsce spoczynku 11,2 tys. jeńców, którzy zginęli w istniejącym w pobliżu obozie niemieckim w latach 1941–1944.
Na północnym zboczu w okresie międzywojennym i do lat 50. XX wieku działały kamieniołomy, wydobywające piaskowiec, głównie na kostkę brukową.
Przez szczyt prowadzą:
- niebieski szlak turystyczny z Chęcin do Łagowa,
- czerwona ścieżka rowerowa (bardzo trudna)
- niebieska ścieżka rowerowa (bardzo trudna)

U podnóża góry przechodzi  żółty szlak spacerowy wokół Kielc.